# Bornes de corvée de Lannion
Les bornes de corvée sont des édifices situés à Lannion, en France.

## Localisation
Les bornes sont situées sur le territoire de la commune de Lannion, rue du Faubourg-de-Buzulzo, rue Saint-Nicolas, rue de la Bienfaisance, rue de Tréguier, dans le département des Côtes-d'Armor, en région Bretagne.

## Description
Ouvrages en granit de l'époque du duc d'Aiguillon, ces bornes de corvée, disposées au départ des grandes routes, rappellent l'ancienne corvée due pour l'entretien des chemins royaux. De forme rectangulaire, aux angles biseautés, elles portent sur deux faces des inscriptions indiquant la part de l'entretien à la charge de la ville mentionnée. La borne ici concernée porte la mention : "Tache de Plouber ; Banli de Lannion : pour Carhaix : 148 toises", pour Guingamp : 76 toises",  "Tâche de Servel : 1097 toises",,.

## Historique
Les bornes, au nombre de trois, sont inscrites au titre des monuments historiques par arrêté du 24 avril 1936,,.

## Galerie

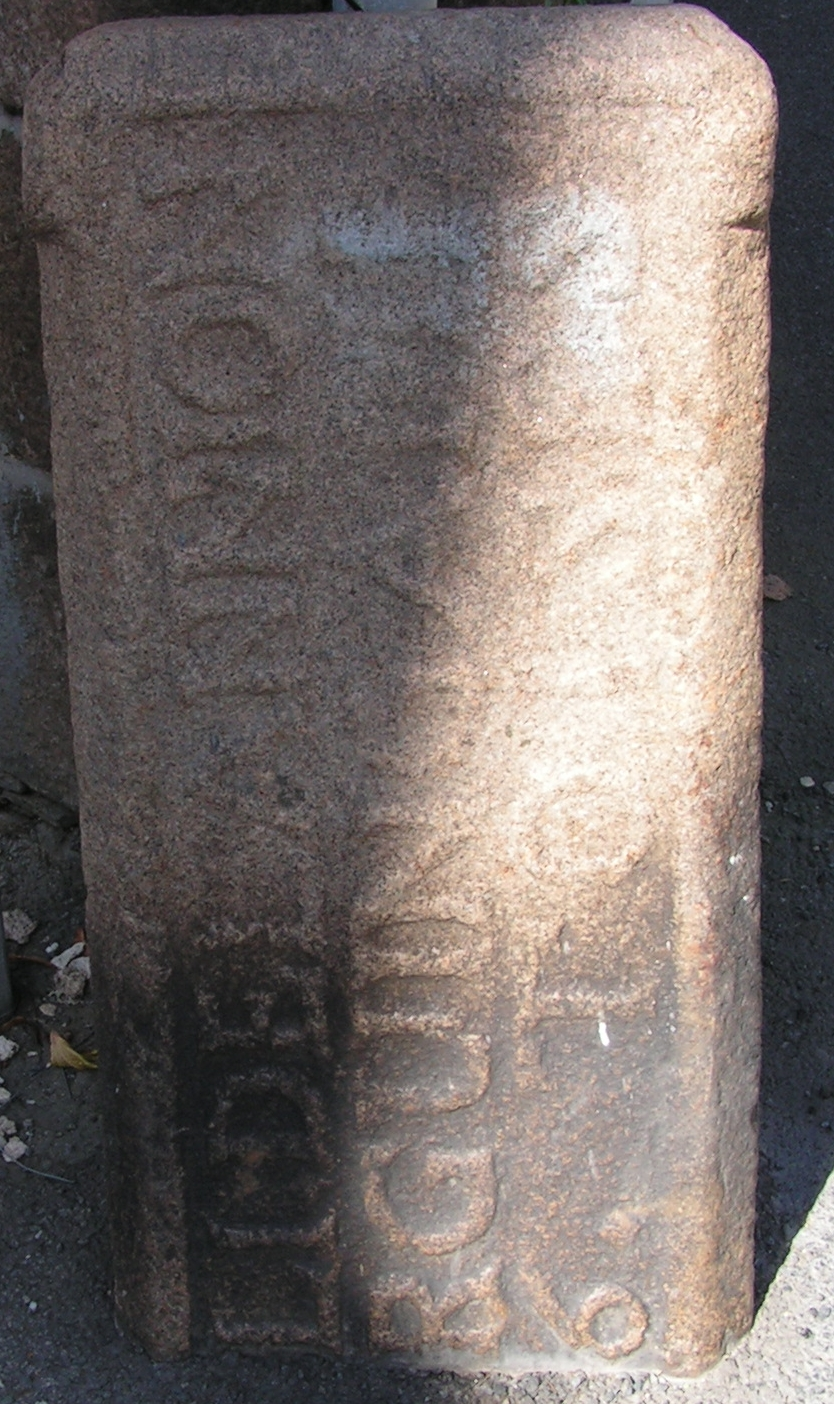
Borne de corvée, rue Saint-Nicolas et rue de la Bienfaisance.
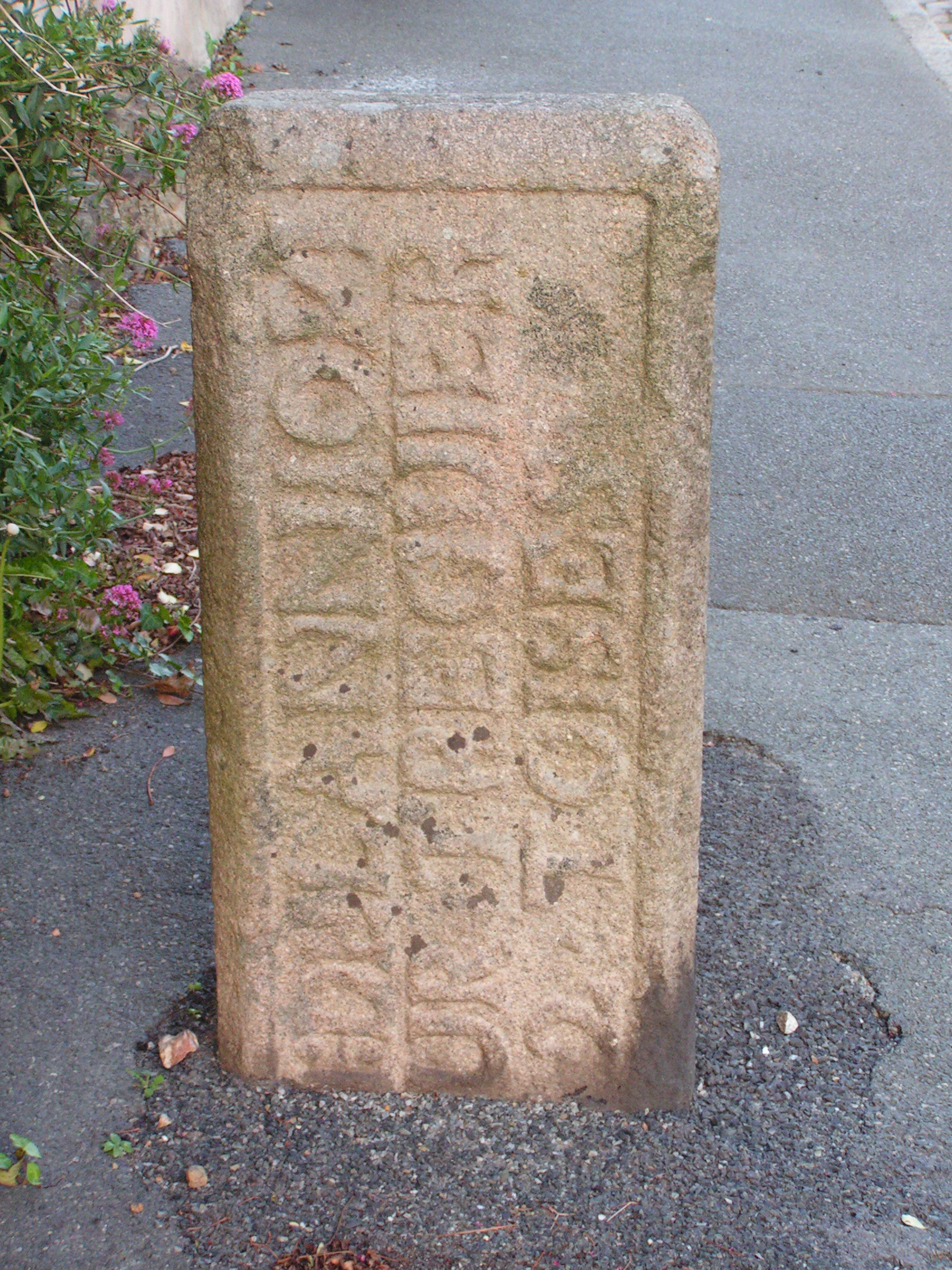
Borne de corvée, rue de Tréguier.